# Bandarban (district)
Pour les articles homonymes, voir Bandarban.

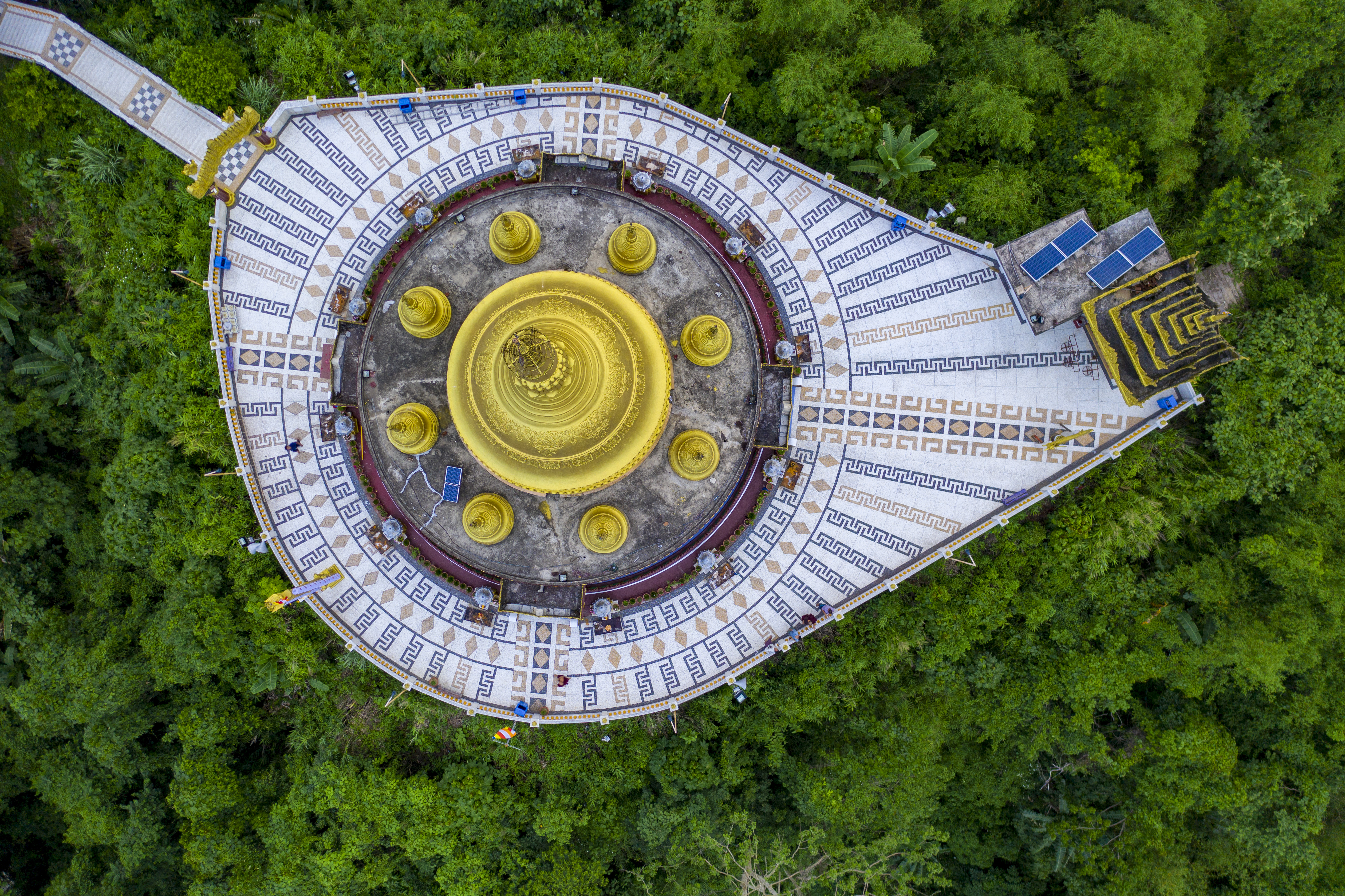
Le বুদ্ধ ধাতু জাদি, dans la ville de Balaghata, district de Bandarban. Juin 2020.

Bandarban est un district du Bangladesh. Il est situé dans la division de Chittagong. La ville principale est Bandarban.